# Глинка (приток Цона)
Глинка — река в Шаблыкинском районе Орловской области. Исток реки расположен в 1,5 км северо-западнее деревни Глинки, на отметке высоты 230, течёт в юго-восточном направлении, в 2 км северо-восточнее посёлка Сельстрой, на отметке высоты 184 м, впадает в реку Цон, в 59 км по правому берегу. Длина реки составляет 18 км, площадь водосборного бассейна — 97,8 км².

## Данные водного реестра
По данным государственного водного реестра России относится к Окскому бассейновому округу, водохозяйственный участок реки — Ока от истока до города Орёл, речной подбассейн реки — бассейны притоков Оки до впадения Мокши. Речной бассейн реки — Ока.
Код объекта в государственном водном реестре — 09010100112110000017814.